# Jeanne de Bellem
Jeanne de Bellem, född 1 mars 1734, död 12 oktober 1805, var en politiskt aktiv pamflettförfattare i Österrikiska Nederländerna som spelade en viktig roll under den belgiska revolutionen 1789 och styret under den följande belgiska republiken 1789–1790. Hon hade en relation med revolutionären och politikern Hendrik van der Noot. 
Bellem skall ha kommit från en fattig bakgrund, men beskrivs som välutbildad; hon kom till Bryssel 1750, och arbetade där som tjänare och prostituerad. Hon var känd för sina förhållanden med flera bemärkta personer i samhället, bland andra generalguvernören Ollivier och vicomte de Quenonville. År 1766 fick hon en dotter, Marianne, vars far är okänd. Hennes förhållande med van der Noot pågick samtidigt som hennes övriga förhållanden och kom att vara hela livet. 
Från 1787 blev Bellem ett känt namn som författare av radikala politiska pamfletter. Pamfletterna delades ut i Bryssel av hennes dotter mitt framför ögonen på de österrikiska soldaterna och talade genomgående till det "belgiska folket", fördömde hovet och framhöll USA som ett föredöme; hon författade den i Belgien berömda revolutionsdikten: "Peuple Belgique/cour tyrannique/faisons commet l'Amerique". Hon var även politiskt aktiv som van der Noots kurir i förbindelsen med den revolutionära rörelsen och kontakterna med de belgiska ständerna, ett arbete som underlättades av att hon på grund av sitt kön länge inte togs på allvar av myndigheterna. Då medlemmar av det belgiska samhällets olika klasser inte vågade tala direkt med van der Noot, talade de istället med Bellem, som vidarebefordrade budskapen.   
Hon utsattes för en hemlig utredning av den kejserliga myndigheten och då van der Noot reste till England arresterades hon sommaren 1788 för sitt revolutionära författarskap. Även i fängelset stod hon i korrespondens med van der Noot. Bellem frigavs efter en mycket uppmärksammad rättegång, efter att hon framfört en offentlig ursäkt. Hon arresterades åter för revolutionär aktivism 1789 men frigavs kort före den belgiska revolutionen och var aktiv i rekryteringen av trupper till van der Noots uppror. Den 18 december 1789 deltog hon i van der Noots offentliga triumftåg genom Bryssel i öppen vagn och bevistade sedan en föreställning på teatern vid hans sida. 
Jeanne de Bellems politiska verksamhet gjorde henne till en mycket kontroversiell figur under republikens regering. Hon utsattes för kraftig smutskastning i en stor mängd karikatyrer, men erhöll också stark beundran. Bellem användes ofta som måltavla av oppositionen mot van der Noot. Hon kallades mätress och sades påverka sina älskare till kontrarevolution mot demokraterna, och då van der Noot antog titeln hertig av de belgiska provinserna sades hon ha antagit titeln hertiginna. Det sades att Bellem, van der Noot och deras politiker-kollega P.S. van Eupen levde i ett ménage à trois. Bellem var även ansvarig för regeringens politiska pamfletter. Vid störtandet av republiken 1790 separerades Bellem från van der Noot och flydde med sin dotter till Breda i Nederländerna. Hon hörs inte av efter detta.